# Patata bianca del Melo
La patata bianca del Melo è un tipo di patata. Viene coltivata, su terreni ad oltre mille metri di altitudine, a Melo, nel comune di Abetone Cutigliano.
Dotata di alte concentrazioni di amido e fosforo, ogni anno viene commercializzata in quantità pari a circa 300 quintali.

## Caratteristiche
- forma = rotonda, leggermente schiacciata,
- buccia = liscia
- polpa = farinosa di colore bianco